# (310071) 2010 KR59
2010 كي أر 59 (ويعرف أيضًا باسم (310071) 2010 كي أر 59 وفق تسمية الكوكب الصغير) (بالإنجليزية: 2010 KR59)‏ هو كويكب ضمن حزام الكويكبات؛ وترتيبه 310071 من حيث الاكتشاف.
اكتُشف هذا الجُرم الفلكي بواسطة مستكشف الأشعة تحت الحمراء عريض المجال في 18 مايو 2010.

## وصلات خارجية
- (310071) 2010 KR59 في قاعدة بيانات مختبر الدفع النفاث لأجرام النظام الشمسي الصغيرة

- الاكتشاف · مخطط المدار ·  العناصر المدارية · المعلمات المادية

- (310071) 2010 KR59 على موقع ويكي سكاي: DSS2, SDSS, GALEX, IRAS, Hydrogen α, X-Ray, Astrophoto, Sky Map, Articles and images